# Campionati europei di tiro a volo 2018
I Campionati europei di tiro a volo 2018 sono stati la 50ª edizione della competizione organizzata dalla Federazione europea di tiro.
Si sono svolti dal 2 al 12 agosto 2018 a Leobersdorf, in Austria.

## Medagliere
| Posiz. | Nazione     | Oro | Argento | Bronzo | Totale |
| ------ | ----------- | --- | ------- | ------ | ------ |
| 1      | Italia      | 13  | 5       | 4      | 22     |
| 2      | Francia     | 3   | 2       | 2      | 7      |
| 2      | Slovacchia  | 3   | 2       | 2      | 7      |
| 4      | Rep. Ceca   | 2   | 3       | 2      | 7      |
| 5      | Russia      | 1   | 4       | 4      | 9      |
| 6      | Danimarca   | 1   | 1       | 1      | 3      |
| 7      | Turchia     | 1   | 0       | 1      | 2      |
| 8      | Slovenia    | 1   | 0       | 0      | 1      |
| 9      | Germania    | 0   | 2       | 5      | 7      |
| 10     | Regno Unito | 0   | 2       | 1      | 3      |
| 11     | Finlandia   | 0   | 1       | 1      | 2      |
| 12     | Croazia     | 0   | 1       | 0      | 1      |
| 12     | Portogallo  | 0   | 1       | 0      | 1      |
| 12     | Norvegia    | 0   | 1       | 0      | 1      |
| 15     | Austria     | 0   | 0       | 1      | 1      |
| 15     | Svezia      | 0   | 0       | 1      | 1      |
| Totale | Totale      | 25  | 25      | 25     | 75     |

## Podi

### Trap
Senior
| Evento                   | Oro                                                            | Punti | Argento                                                     | Punti | Bronzo                                                       | Punti |
| Individuale maschile     | Boštjan Maček                                                  | 46    | Anton Glasnović                                             | 44    | Jiří Lipták                                                  | 36    |
| Gara a squadre maschile  | Italia Emanuele Buccolieri Mauro De Filippis Giovanni Pellielo | 66    | Portogallo João Azevedo Armelim Filipe Rodrigues José Silva | 56    | Francia Antonin Desert Sebastien Guerrero Dorian Oblet       | 60    |
| Individuale femminile    | Melanie Couzy                                                  | 41    | Kirsty Barr                                                 | 39    | Zuzana Štefečeková                                           | 31    |
| Gara a squadre femminile | Italia Federica Caporuscio Maria Lucia Pamitessa Jessica Rossi | 59    | Germania Sonja Scheibl Katrin Quooss Sarah Bindrich         | 50    | Finlandia Noora Antikainen Satu Mäkelä-Nummela Mopsi Veromaa | 61    |
| Gara a squadre mista     | Italia Giovanni Pellielo Jessica Rossi                         | 47    | Slovacchia Zuzana Štefečeková Erik Varga                    | 44    | Turchia Safiye Sariturk Oguzhan Tuzun                        | 29    |

Juniores
| Evento                            | Oro                                                   | Punti | Argento                                                                       | Punti | Bronzo                                                   | Punti |
| Individuale maschile juniores     | Murat Ilbilgi                                         | 38    | Clement Bourgue                                                               | 37    | Fabio Beccari                                            | 27    |
| Gara a squadre maschile juniores  | Francia Clement Bourgue Jason Picaud Nathan Thuillier | 63    | Finlandia Teemu Antero Ruutana Juho Johannes Maekelae Vili Kopra              | 61    | Germania Jonas Bindrich Johannes Kulzer Jeremy Schulz    | 61    |
| Individuale femminile juniores    | Erica Sessa                                           | 38    | Daria Semianova                                                               | 37    | Rebecca Aimee Fergusson                                  | 29    |
| Gara a squadre femminile juniores | Italia Sofia Littame Erica Sessa Giulia Grassia       | 55    | Regno Unito Rebecca Aimes Fergusson Lucy Charlotte Hall Augusta Campos-Martyn | 43    | Germania Johanna Brandt Marie-Louis Meyer Kathrin Murche | 47    |
| Gara a squadre mista juniores     | Russia Daria Semianova Dmitrii Isaev                  | 38    | Italia Sofia Littame Matteo Marongiu                                          | 36    | Francia Loemy Recasens Clement Bourgue                   | 26    |

### Skeet
| Evento                   | Oro                                                          | Punti | Argento                                                      | Punti | Bronzo                                                   | Punti |
| Individuale maschile     | Jesper Hansen                                                | 55    | Erik Watndal                                                 | 52    | Alexander Zemlin                                         | 42    |
| Gara a squadre maschile  | Rep. Ceca Tomas Nydrle Milos Slavicek Jakub Tomecek          | 56    | Italia Riccardo Filipelli Gabriele Rossetti Giancarlo Tazza  | 54    | Russia Anton Asthakov Yaroslav Startsev Alexander Zemlin | 55+12 |
| Individuale femminile    | Danka Barteková                                              | 54    | Lucie Anastassiou                                            | 52    | Victoria Larsson                                         | 43    |
| Gara a squadre femminile | Slovacchia Danka Barteková Lucia Kopcanova Veronika Sykorova | 47    | Germania Vanessa Hauff Nadine Messerchmidt Katrin Wieslhuber | 45    | Italia Diana Bacosi Chiara Cainero Katiuscia Spada       | 57    |
| Gara a squadre mista     | Francia Lucie Anastassiou Anthony Terras                     | 55    | Italia Diana Bacosi Gabriele Rossetti                        | 53    | Germania Nadine Messerchmidt Sven Korte                  | 44    |

Juniores
| Evento                            | Oro                                                      | Punti | Argento                                                | Punti | Bronzo                                                      | Punti |
| Individuale maschile juniores     | Alessandro Calonaci                                      | 52    | Alexander Karlsen                                      | 50    | Emil Kjelgaard Petersen                                     | 42    |
| Gara a squadre maschile juniores  | Italia Alessandro Calonaci Matteo Chiti Elia Sdruccioli  | 52    | Rep. Ceca Richard Klika Daniel Korcak Jaroslav Lang    | 50    | Russia Andrei Danilenkov Matvei Davidovich Aleksandr Ivanov | 47    |
| Individuale femminile juniores    | Giada Longhi                                             | 49    | Anna Sindelarova                                       | 48    | Eva Tamara Reichert                                         | 40    |
| Gara a squadre femminile juniores | Rep. Ceca Pavla Mrnova Anna Sindelarova Zuzana Zaoralova | 42    | Russia Zilia Bathyrshina Elena Bukhonova Anna Zhadnova | 40    | Germania Maria Kalix Eva Tamara Reichert Valentina Umhoefer | 37+6  |
| Gara a squadre mista juniores     | Italia Giada Longhi Elia Sdruccioli                      | 52    | Rep. Ceca Anna Sindelarova Jaroslav Lang               | 49    | Russia Anna Zhadnova Aleksandr Ivanov                       | 40    |

### Double trap
Senior
| Evento                  | Oro                                                              | Punti | Argento                                                | Punti | Bronzo                                                | Punti |
| Individuale maschile    | Antonino Barillà                                                 | 146   | Artem Nekrasov                                         | 141   | Hubert Andrzej Olejnik                                | 139   |
| Gara a squadre maschile | Italia Antonino Barillà Ignazio Maria Tronca Alessandro Chianese | 415   | Russia Artem Nekrasov Vasilij Mosin Alexander Furasyev | 393   | Austria Michael Auer Armin Royda Christian Keimelmayr | 299   |
| Individuale femminile   | Claudia De Luca                                                  | 131   | Zuzana Štefečeková                                     | 119   | Sofia Maglio                                          | 114   |
| Gara a squadre mista    | Slovacchia Zuzana Štefečeková Hubert Andrze Olejnik              | 67    | Italia Antonino Barillà Claudia De Luca                | 63    | Italia Sofia Maglio Ignazio Maria Tronca              | 48    |

Juniores
| Evento                        | Oro                     | Punti | Argento         | Punti | Bronzo        | Punti |
| Individuale maschile juniores | Jacopo Duprè De Foresta | 133   | Eraldo Apolloni | 132   | Nicolò Liceti | 126   |